# Íþróttafélagið Vestri (baloncesto)
El Íþróttafélagið Vestri Körfubolti (traducido como Club Deportivo Oeste Baloncesto), conocido como Vestri o Vestri Ísafjörður, es la sección de baloncesto masculino del Íþróttafélagið Vestri. Tiene su sede en la localidad de Ísafjörður, Islandia y actualmente juega en 1. deild karla.
El Vestri también tiene un equipo filial masculino que juega en la 4ª categoría del baloncesto islandés, la 3. deild karla, denominado Vestri-b.

## Historia
El club fue fundado en 1965 como Körfuknattleiksfélag Ísafjarðar (KFÍ).
El 17 de octubre de 1999, el KFÍ ganó al Skallagrímur por 129-132 en Borgarnes, un partido en el que hubo cuatro prórrogas, estableciendo un récord en la Úrvalsdeild karla como el partido más largo jugado en Islandia.
En 2016, el KFÍ se fusionó con el Íþróttafélagið Vestri, convirtiéndose inmediatamente en su sección de baloncesto.

## Palmarés
- 1. deild karla (2ª categoría)

Campeones (4): 1996, 2003, 2010, 2012
- 2. deild karla (3ª categoría)

Campeones (3): 1975, 1980, 1984